# Цейтлин, Юрий Изевич
Юрий Изевич Цейтлин — российский эстрадный певец, музыкальный продюсер, президент группы компаний CDLand Group и академик премии «Виктория».

## Биография
Юрий Цейтлин родился 10 июля 1973 года в Москве. В 1994 году окончил Московский автомобильно-дорожный государственный технический университет (МАДИ).

### CDLand Group
В 1997 году совместно с партнёрами основал российскую группу компаний под названием CDLand Group, специализирующуюся на дистрибуции аудио- и видеопродукции, управлении авторскими и смежными правами на территории России и стран СНГ.
В 2021 году CDLand Group включается в себя несколько подразделений: CDLand music, CDLand Video, CDLand Contact и Торговый дом CDLand. Центральный офис расположен в Москве.
- CDLand music — музыкальное издательство, обладающее возможностями дистрибуции, монетизирования и продюсирования полного цикла.
- CDLand Video — компания, занимающаяся покупкой фильмов, мультфильмов, сериалов и аниме и дальнейшей кинотеатральной дистрибуцией, включающей в себя офлайн- и онлайн-кинотеатры.
- CDLand Contact — компания, специализирующаяся на защите интеллектуальной собственности, отслеживании нарушений и представлении интересов держателей брендов и товарных знаков в судах.
- Торговый дом CDLand — компания, специализирующаяся на дистрибуции товаров народного потребления.

В 2007 году дал интервью Sostav.ru, где рассказал про работу рекорд-лейбла CD Land Records (предшественника нынешнего музыкального издательства CDLand music) и прокомментировал тенденции музыкальной индустрии тех лет.
28 июня 2022 году дал интервью журналу «КиноРепортер», в котором рассказал про краудлендинг и фильм «Одна».

### Музыкальная карьера
Юрий Цейтлин находится во главе российского шоу-бизнеса более 20 лет, однако заниматься музыкой профессионально начал в 2013 году, именно тогда состоялся релиз песни «По любви».
В 2018 году выпустил дебютный ЕР «Люблю тебя далекую», включающий 6 композиций.
В 2019 году выпустил трек «Святая любовь» в дуэте с Варварой Комиссаровой, с которой в 2021 году Юрий выпустил еще одну песню «Праздник именин».
В 2021 году вышел второй альбом «Та женщина», включающий 11 композиций.
Песни регулярно попадают в ротацию на радиостанции Шансон («По любви», «Люблю тебя далеко», «Просто я тебя люблю» и другие).
28 апреля 2021 года Юрий выступил с концертом в программе «Живая струна» на Радио Шансон.
21 октября 2021 года посетил утреннее шоу «Звездный завтрак» на Радио Шансон.
Кроме того, в 2019 году Юрий Цейтлин продюсировал «Светлый концерт» на радиостанции Вера.

## Дискография
Студийные альбомы:
- 2018 — «Люблю тебя далекую»
- 2021 — «Та женщина»

| Год  | Название трека        | Альбом               |
| ---- | --------------------- | -------------------- |
| 2018 | «Люблю тебя далекую»  | «Люблю тебя далекую» |
| 2018 | «Параллельные миры»   | «Люблю тебя далекую» |
| 2018 | «Просто я тебя люблю» | «Люблю тебя далекую» |
| 2018 | «Рябины»              | «Люблю тебя далекую» |
| 2018 | «По любви»            | «Люблю тебя далекую» |
| 2018 | «Глоток»              | «Люблю тебя далекую» |
| 2021 | «Марина»              | «Та женщина»         |
| 2021 | «К тебе иду»          | «Та женщина»         |
| 2021 | «Лебеди»              | «Та женщина»         |
| 2021 | «Просто я тебя люблю» | «Та женщина»         |
| 2021 | «Люблю тебя далекую»  | «Та женщина»         |
| 2021 | «Та женщина»          | «Та женщина»         |
| 2021 | «По любви»            | «Та женщина»         |
| 2021 | «Параллельные миры»   | «Та женщина»         |
| 2021 | «Крепкие крылья»      | «Та женщина»         |
| 2021 | «Дизайнер»            | «Та женщина»         |
| 2021 | «Неземная»            | «Та женщина»         |

Другие синглы:
| Год  | Название          | Другие исполнители  |
| ---- | ----------------- | ------------------- |
| 2019 | «Ангел-хранитель» | -                   |
| 2019 | «Святая любовь»   | Варвара Комиссарова |
| 2021 | «Праздник именин» | Варвара Комиссарова |
| 2021 | «Друг»            | -                   |
| 2021 | «Доченька»        | -                   |
| 2022 | «Мамочка»         | -                   |
| 2023 | «Вдвоём»          | -                   |
| 2023 | «Сынок»           | -                   |
| 2023 | «К тебе иду»      | -                   |
| 2023 | «Якорями»         | -                   |

Видеоклипы:
| Год  | Клип                  | Альбом       |
| ---- | --------------------- | ------------ |
| 2019 | «Святая любовь»       | -            |
| 2020 | «Параллельные миры»   | «Та женщина» |
| 2021 | «Просто я люблю тебя» | «Та женщина» |
| 2021 | «Дизайнер»            | «Та женщина» |
| 2023 | «Друг»                |              |
| 2023 | «Сынок»               |              |
| 2023 | «К тебе иду»          |              |
| 2023 | «Якорями»             |              |

## Фильмография
В 2021 году Юрий Цейтлин стал одним из продюсером документального фильма «Ласточки Христовы» (о гонениях на сербскую православную церковь в Черногории). Премьера кинокартины состоялась 17 марта 2022 года.